# ヴェスナ・ヴロヴィッチ
ヴェスナ・ヴロヴィッチ (セルビア語: Весна Вуловић / Vesna Vulović 、1950年1月3日 - 2016年12月23日) は、セルビア人の元客室乗務員。史上最も高い所からパラシュートなしで落下して生き永らえた人としてギネス世界記録に認定されている。その高度は10,160メートルである。

## 墜落事故
1972年1月26日、チェコスロバキア（現チェコ共和国）の Srbská Kamenice 上空であった。ばらばらになった飛行機JAT367便に客室乗務員として搭乗していた。チェコスロバキアの調査委員会による公式記録がICAOに提出されたのは1974年5月7日のことであった。
それによれば、飛行機のコンパートメントで爆発が起きたのだという。調査を主導したチェコスロバキア内務省国家安全保障隊国家保安部（チェコ語:StB, Státní bezpečnost、スロバキア語:ŠtB, Štátna bezpečnosť）は、爆発10日後に目覚まし時計の一部を提示し、それが爆弾の部品だと主張した。調査報告は、その爆弾により飛行機が爆破されたのだという結論に達した。
1972年1月27日、スウェーデンのマルメで発行される新聞 Kvällsposten紙に、自分はクロアチア人の民族主義者であり飛行機に爆発物を仕掛けた一団の1人であるという匿名による電話が、つたないスウェーデン語でかかってきた。
この電話を除いては、この事件がテロ攻撃だという証拠は出なかった。しかし電話の直後に、ユーゴスラビア政府はウスタシャを非難した。ウスタシャはユーゴスラビア政府から、クロアチア人の民族主義団体であらゆる種類の過激派と指定されていた。この非難の根拠は電話の他に、チェコスロバキアの調査によっても独立の国際調査によっても明示されていない。
公式記録によれば、マクドネル・ダグラス DC-9-32型機は爆破により空中分解し、ヴロヴィッチだけがただ一人の生存者となった。以降、彼女が生き残れたのは、飛行機の後部にいたおかげだと言われてきたが、ヴロヴィッチ自身は自分が中央部の翼の真上で見つかったのだと述べている。これは、地上で胴体の残骸からヴロヴィッチを助け出した男性ブルーノ・ヘンクの証言とも一致している。また、落下した場所は森林地帯であり、マツ林の枝や幹、斜面地形が衝撃を受け流したものと考えられている。
22歳のヴロヴィッチは、このフライトに勤務する予定ではなかったが、ヴェスナという名の別の女性客室乗務員と混同されたのだという。

## 事件後
ヴロヴィッチは頭蓋骨1か所、脚2か所、椎骨3か所を骨折し、一時は腰から下が麻痺していたが、1年4ヵ月かかって社会復帰を果たしてからはJat航空でデスクワークに就いていた。手術の後には脚の自由を取り戻し、散発的に飛行勤務に就き続けた。飛行への恐怖がないのは衝突の記憶がないからだろうと話し、飛行機事故についての映画を楽しみさえした。彼女はユーゴスラビア中のヒロインとなった。ギネス世界記録の式典では、ポール・マッカートニーからの授与を受けた。
1990年大統領であるスロボダン・ミロシェヴィッチに批判的な見解を表明したため解雇された。彼女は、ブルドーザー革命によりミロシェヴィッチが退任に追い込まれるまで、彼への抗議活動に参加し続けていた。ミロシェヴィッチ体制に大っぴらに反旗を翻したにもかかわらず当局が彼女を逮捕しなかったのは、彼女の国家的ヒロインとしての立場のためだと多くの人々は考えている。彼女はセルビアの政治に関しても発言を続けていた。
2016年12月23日、ベオグラードのアパートで死亡しているのが発見された。ヴロヴィッチの友人によると、彼女は亡くなる数年前から心臓病で苦しんでいたという。27日、遺体はベオグラードの墓地に埋葬された。

## 陰謀論
2009年1月、ドイツARDラジオのプラハ支局調査部とチェコのジャーナリストのパヴェル・テイナー Pavel Theiner が、飛行機は誤ってチェコスロバキア空軍に空爆されたのだという陰謀論を提唱した。彼らは、飛行機が空中分解したのは高度数百メートルになってからのことであり、公式調査のいう10,000メートルではないと主張している。チェコの民間航空管理局は、この主張を否定する声明を発表した。テイナーらの主張をきっかけに、新しくリポートが発表されている。ヴロヴィッチはこれらの新理論を嘲笑し、飛行機が不時着を試みようとかなり高度を下げていたのだという主張を否定した。ほとんどの人々は、墜落は真実であるという意見であった。